# Dennstaedtia flaccida
Dennstaedtia flaccida là một loài thực vật có mạch trong họ Dennstaedtiaceae. Loài này được (J.R. Forst.) Bernh. miêu tả khoa học đầu tiên năm 1801.